# Серва (Эн)
Серва́ (фр. Servas) — коммуна во Франции, находится в регионе Рона — Альпы. Департамент — Эн. Входит в состав кантона Перонна. Округ коммуны — Бурк-ан-Брес.
Код INSEE коммуны — 01405.

## География
Коммуна расположена приблизительно в 370 км к юго-востоку от Парижа, в 50 км северо-восточнее Лиона, в 10 км к юго-западу от Бурк-ан-Бреса.
На севере коммуны протекает река Вель.

## Климат
Климат полуконтинентальный с холодной зимой и тёплым летом. Дожди бывают нечасто, в основном летом.

## Население
Население коммуны на 2010 год составляло 1184 человека.
| 1962 | 1968 | 1975 | 1982 | 1990 | 1999 | 2010 |
| ---- | ---- | ---- | ---- | ---- | ---- | ---- |
| 413  | 439  | 539  | 818  | 879  | 915  | 1184 |

## Администрация
| Период | Период | Фамилия       | Партия        | Примечания |
| ------ | ------ | ------------- | ------------- | ---------- |
| 1980   | 2008   | Антуан Корне  |               |            |
| 2008   | 2020   | Жерар Гавийон | Разные правые |            |

## Экономика
В 2010 году среди 757 человек трудоспособного возраста (15—64 лет) 559 были экономически активными, 198 — неактивными (показатель активности — 73,8 %, в 1999 году было 74,6 %). Из 559 активных жителей работали 530 человек (286 мужчин и 244 женщины), безработных было 29 (12 мужчин и 17 женщин). Среди 198 неактивных 58 человек были учениками или студентами, 74 — пенсионерами, 66 были неактивными по другим причинам.